# Freddy Martin
Freddy Martin (Cleveland, 1906. december 9. – Newport Beach, 1983. szeptember 30.) amerikai tenorszaxofonos, zenekarvezető.

## Pályafutása
Freddy Martin Ohio állambeli Clevelandben született. Nagyrészt árvaházban nevelkedett. Rokonainál kezdett el dobolni, majd egyre inkább szaxofonozott, bár eleinte újságíró akart lenni. Saját zenekart vezette középiskolában, majd különböző helyi zenekarokban játszott. Szabadidejét hangszerek árusításával töltötte. Ezután egy hajón dolgozott. Játszott Arnold Johnsonnál. 1930-ban a „Hotel Pennsylvania Music”-kal készítette első felvételeit.
Az 1920-as évek végén találkozott Guy Lombardoval. Lombardo hallotta Freddy Martin zenekarát, és beajánlotta őket másoknak.
1931-ben újra megalapította saját tánczenekarát. Lemezszerződést kötött a Brunswick Recordsszal. Nem utolsósorban tenorszaxofonos képességeinek köszönhetően, zenekara évtizedekre, még jóval a big band korszak vége után is az Egyesült Államok egyik legsikeresebb tánczenekarává vált.
Bár nemigen vágyott a dzsesszre, de sok dzsesszzenész csodálta, köztük Chu Berry és Johnny Hodges is.
Együttesével az 1940-es és 1950-es években számos rádióműsorban szerepelt. Saját televíziós műsora is volt 1951-ben. Az 1940-es években számos hollywoodi filmben szerepeltek, és sok lemezüket adta ki az RCA Records. Az 1950-es években zenei vezető volt Elvis Presley Las Vegas-i debütálásakor. Az 1970-es évek elején  turnézott a Cavalcade big banddal, többek között Margaret Whitinggel, Bob Crosbyval, Frankie Carle-lel, Buddy Morrow-val, Art Mooney-val, George Shearinggel.
Olyan énekesesei voltak, mint Merv Griffin, Helen Ward. 1977-ben Martint felkérték Guy Lombardo zenekarának vezetésére, amikor Lombardo szívbetegséggel kórházba került.
Zenekarának számos zenésze később sikeres volt zenekarvezetővé vált.

## Albumok
- 1964: As Time Goes By
- 1964: Freddy Martin Plays...
- 1962: In A Sentimental Mood
- ? : The Hits Of Freddy...

## Díjak
- Csillag a Hollywoodi Hírességek Sétányán

## Filmek
- Freddy Martin az IMDb-n